# Groupement régional d'actions cinématographiques
Le Groupement régional d'actions cinématographiques (GRAC) est une association de salles de cinéma de Lyon et sa région, dont le but est de promouvoir un cinéma essentiellement indépendant, notamment d'art et essai, et de coordonner diverses actions.
En juillet 2017, les salles suivantes faisaient partie de ce réseau :
- Lyon : Lumière Terreaux (1er), Lumière Bellecour (2e), Lumière Fourmi (3e), Cinéma Saint-Denis (4e), Cinéma Bellecombe (6e), Comœdia (7e), CinéDuchère (9e).
- Métropole de Lyon : Les Alizés à Bron, Le Méliès et Ciné-Caluire à Caluire-et-Cuire, Cinéma Alpha à Charbonnières-les-Bains, Le Polaris à Corbas, Cin'Eole à Craponne, L'aqueduc à Dardilly, Ciné Toboggan à Décines-Charpieu, Écully Cinéma à Écully, Iris à Francheville, Ciné-Meyzieu à Meyzieu, Ciné'Mions à Mions, Cinéma Rex à Neuville-sur-Saône, Maison du Peuple à Pierre-Bénite, Ciné-Rillieux à Rillieux-la-Pape, Ciné La Mouche à Saint-Genis-Laval, Le Scénario à Saint-Priest, Ciné Mourguet à Sainte-Foy-lès-Lyon, Le Lem à Tassin-la-Demi-Lune, Les Amphis à Vaulx-en-Velin, Cinéma Gérard-Philipe à Vénissieux, Le Zola à Villeurbanne.
- Rhône : Le Singuliers Cinéma à Belleville, Salle Jeanne d'Arc à Chazay-d'Azergues, Salle Jean Carmet à Mornant, Le Strapontin à Sain-Bel, Cinéma Paradiso à Saint-Martin-en-Haut, Cinéma Louise Labé à Saint-Symphorien-d'Ozon, Foyer Cinéma à Saint-Symphorien-sur-Coise, Cinéma Jacques Perrin à Tarare, Cinéma Agora à Thizy-les-Bourgs, Cinéval à Vaugneray, Le Rex, Les 400 Coups et L'Éden à Villefranche-sur-Saône.
- Loire : Cinéma Les Halles à Charlieu, Ciné Feurs à Feurs, Le Majestic à Firminy, Le Sou à La Talaudière, Rex à Montbrison, Beauséjour à Panissières, CinéPilat à Pélussin, Ciné Chaplin à Rive-de-Gier, Cin'étoile à Saint-Bonnet-le-Château, Ciné Lumière à Saint-Chamond, Le Colisée à Saint-Galmier, Family Cinéma à Saint-Just-Saint-Rambert, Cinéma QuarTo à Unieux.
- Ain : La Grenette à Bourg-en-Bresse, Cinéma l'Étoile à Châtillon-sur-Chalaronne, L'Horloge à Meximieux, L'Allegro à Miribel, Cinéma Les Augustins à Montluel, Le Club à Nantua, Centre culturel Aragon et Cinéma Atmosphère à Oyonnax, Cinéma La Passerelle à Trévoux.
- Isère : Rex au Péage-de-Roussillon, Le Saint Jean à Saint-Jean-de-Bournay.
- Saône-et-Loire : Les Arts à Cluny, Cinémarivaux à Mâcon.
- Jura : Cinéma François Truffaut à Moirans-en-Montagne, Cinéma de la Maison du Peuple à Saint-Claude.
- Haute-Loire : Ciné Tence à Tence.
- Puy-de-Dôme : Cinéma le Rio à Clermont-Ferrand.